# Sorex isodon
Sorex isodon là một loài động vật có vú trong họ Chuột chù, bộ Soricomorpha. Loài này được Turov mô tả năm 1924.

## Hình ảnh

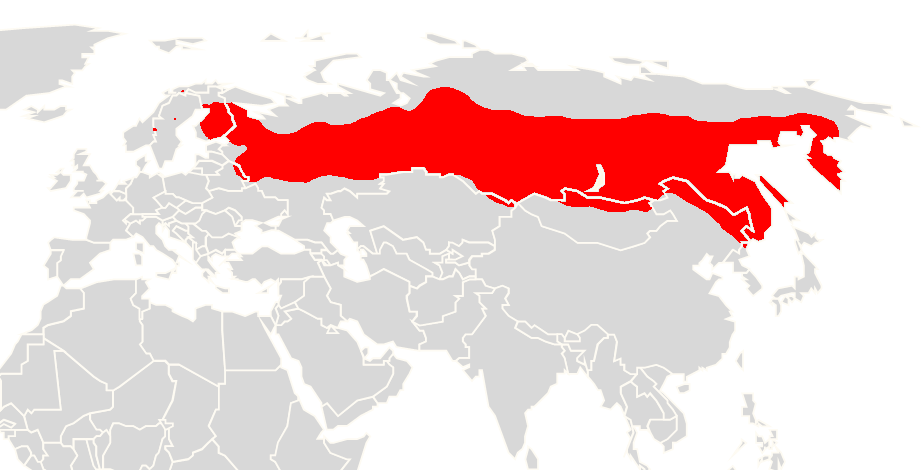